# Comuna Ostriv, Sokal
Ostriv (în ucraineană Острів) este o comună în raionul Sokal, regiunea Liov, Ucraina, formată din satele Berejne, Boreatîn, Dobreaciîn, Ostriv (reședința) și Rudka.

## Demografie
Componența lingvistică a comunei Ostriv
     Ucraineană (99,67%)
     Alte limbi (0,32%)
Conform recensământului din 2001, majoritatea populației comunei Ostriv era vorbitoare de ucraineană (99,67%), existând în minoritate și vorbitori de alte limbi.